# Albornos
Albornos település Spanyolországban, Ávila tartományban. Albornos Papatrigo, San Juan de la Encinilla, San Pedro del Arroyo, Muñogrande, Viñegra de Moraña, Muñomer del Peco és Narros de Saldueña községekkel határos. Lakosainak száma 175 fő (2024).

## Népesség
A település lakosságának változását az alábbi diagram mutatja:
| Lakosok száma | 243  | 218  | 240  | 243  | 228  | 205  | 206  | 183  | 172  | 175  |
|               | 2001 | 2004 | 2006 | 2009 | 2011 | 2014 | 2016 | 2019 | 2021 | 2024 |